# One Man Band (film)

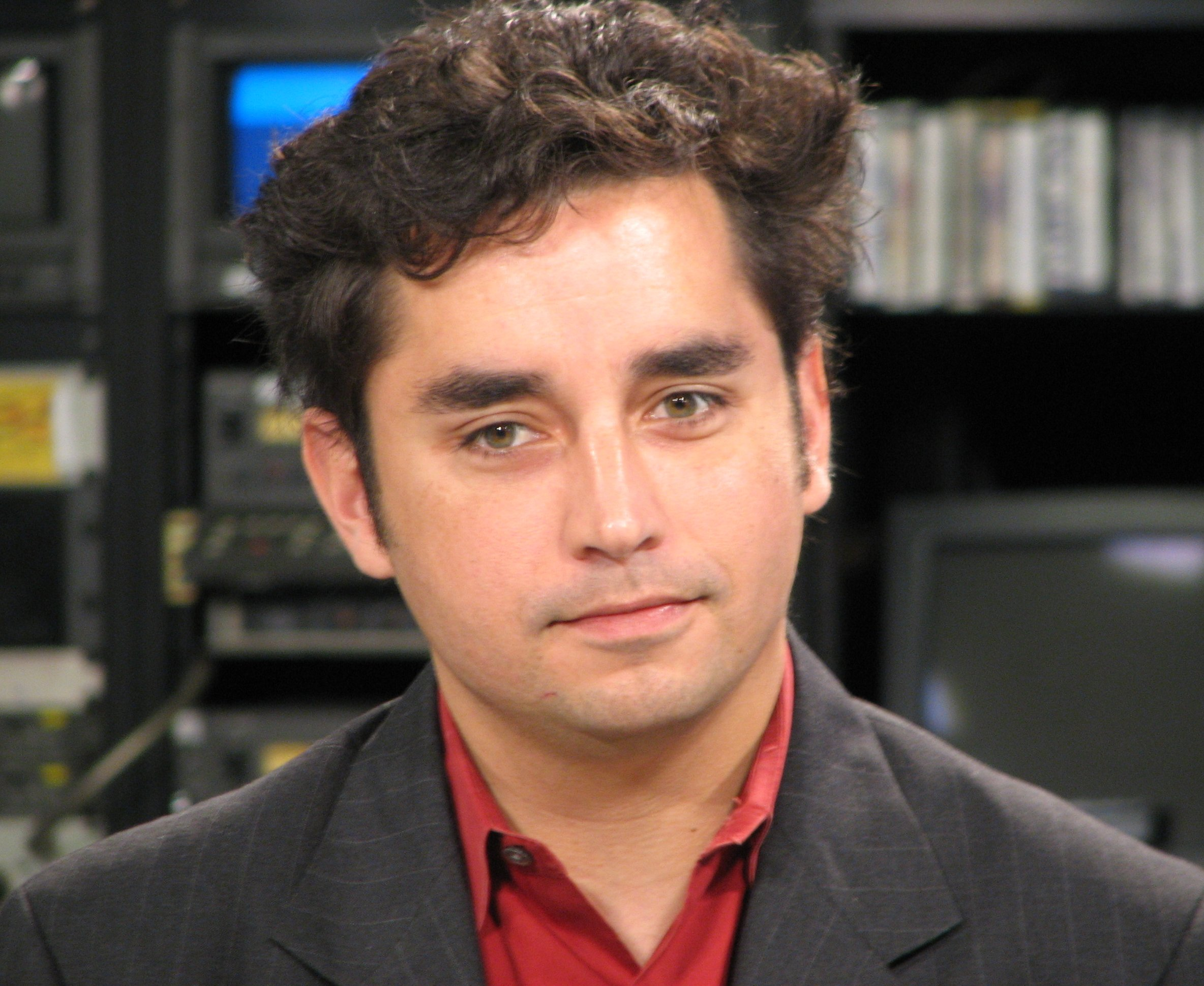
Andrew Jimenez tijdens de promotie van One Man Band

One Man Band is een korte computeranimatiefilm van Pixar Animation Studios. Het filmpje is geschreven en geregisseerd door Andrew Jimenez en Mark Andrews, en geproduceerd door Osnat Shurer, hoofd van Pixars Shorts groep.
Het filmpje ging in première op het 29e Annecy Animation Festival. Verder werd het in bioscopen vertoond voorafgaand aan Cars.

## Verhaal
Centraal in het filmpje staat Bass, een straatmuzikant/eenmansorkest die een routinedeuntje speelt op een verlaten Italiaans dorpsplein.
Wanneer hij een meisje genaamd Tippy ziet, die op het punt staat een geldstuk in een wensfontein te gooien, probeert hij haar aandacht te trekken zodat ze het geld aan hem geeft. Hij begint een ander deuntje te spelen. Even lijkt hij succes te hebben daar Tippy geïnteresseerd raakt in zijn muziek, maar dan krijgt hij concurrentie van een andere straatmuzikant genaamd Treble. Deze trekt zelf Tippy's aandacht met een eigen muziekstuk.
Bass pikt dit niet en begint zelf ook een nieuw nummer te spelen. Wat volgt is een krachtmeting waarbij beide artiesten elkaar proberen te overtreffen door steeds meer instrumenten aan hun arsenaal toe te voegen. Tippy raakt totaal verward door de muzikale kakofonie die ontstaat, en laat haar enige geldstuk in een put vallen. Kwaad eist ze van de twee muzikanten een nieuwe munt omdat het hun schuld is dat ze deze liet vallen. Omdat ze geen van beiden geld hebben, eist Tippy in plaats daarvan Trebles viool en Bass' muntbakje in de hoop zelf het geld terug te verdienen. Ze blijkt een virtuoos vioolspeler te zijn, en een passerende voetganger beloont haar vioolmuziek met een grote zak munten.
Tippy vertrekt met het geld, maar eerst biedt ze Treble en Bass plagerig elk een munt aan. Zodra de twee hun munt willen pakken, gooit ze de munten snel in de fontein. In een extra scène na de aftiteling is te zien hoe de twee tevergeefs proberen de munten weer uit de fontein te halen.

## Achtergrond
Zoals veel van de korte filmpjes van Pixar, bevat One Man Band geen gesproken tekst. Het verhaal wordt grotendeels verteld door de muziek, gecomponeerd door Michael Giacchino, die ook de muziek componeerde van Pixars speelfilms The Incredibles, Ratatouille en Up. De muziek werd opgenomen in de Paramount Scoring Stage in Hollywood. Hiervoor werd een orkest van 38 leden gebruikt, evenals enkele solospelers. De solo-vioolmuziek werd gespeeld door:
- Clayton Haslop ("Treble")
- Mark Robertson ("Tippy")

## Prijzen en nominaties
One Man Band won de Platinum Grand Prize op het Future Film Festival in Bologna, Italië.
In 2006 werd One Man Band genomineerd voor een Academy Award voor beste korte animatiefilm, maar verloor deze aan The Moon and the Son: An Imagined Conversation van John Canemaker en Peggy Stern.